# Richard Bowring
Pour les articles homonymes, voir Bowring.
Richard John Bowring PhD, Litt.D, né le 6 février 1947 est professeur de  japonologie à l'université de Cambridge et Honorary Fellow du Downing College. Il sert également comme maître au Selwyn College (Cambridge).
En 2013, Bowring est décoré de l'Ordre du Soleil Levant de 3e classe, rayons d'or avec ruban pour ses contributions au développement des études japonaises, l'éducation de la langue japonaise et la promotion de la compréhension mutuelle entre le Japon et le Royaume-Uni.

## Carrière
Richard Bowring fréquente la Blundell's School avant d'être diplômé de l'université de Cambridge avec un BA d'études orientales en 1968. Il complète sa thèse de doctorat dans le même domaine à l'université de Cambridge en 1973. Il est professeur de japonologie depuis 1985 et sert comme maître au Selwyn College de 2000 jusqu'en 2012.

## Prix et honneurs
- Leverhulme Studentship (1973-5)
- Japan Foundation Fellowship, université de Tōkyō (1975-6)
- Japan Foundation Professional Fellowship, université de Kyoto (1980-1)
- Japan Foundation Professional Fellowship, université Keiō (1987)
- British Academy Research Readership (1995-7)
- Litt.D, Université de Cambridge (1997)
- Honorary Fellowship at Downing College, Cambridge (2000)
- (Ordre du Soleil levant, Rayons d'or avec ruban, troisième classe, 2013)

## Publications
Livres
- 2005 The Religious Traditions of Japan 500–1600 (Cambridge University Press)
- 2002	(avec H. Laurie) Cambridge Intermediate Japanese (Cambridge East Asia Institute)
- 1998	ed. Fifty years of Japanese at Cambridge 1948–98 (publié à titre privé)
- 1996	The Diary of Lady Murasaki (Penguin Classics) [substantial revision of 1982 book]
- 1993	(avec P. Kornicki) The Cambridge Encyclopedia of Japan (Cambridge University Press)
- 1992	avec H. Laurie) An Introduction to Modern Japanese, 2 vols (Cambridge University Press, réimpression 1993, 1994, 1995, 2002, paperback 2004)
- 1988	Murasaki Shikibu : The Tale of Genji, Landmarks of World Literature series (Cambridge University Press, reéimpression 1991, second rev. ed. 2004)
- 1982	Murasaki Shikibu : Her Diary and Poetic Memoirs (Princeton University Press, réimpression 1985, édition de poche 1985, traduction en italien. 1985)
- 1979	Mori Ōgai and the Modernization of Japanese Culture (Cambridge University Press)

Articles dans les journaux et livres
- 2006 Fujiwara Seika and the Great Learning, Monumenta Nipponica 61.4: 437–57
- 1998 Preparing for the Pure Land in Late Tenth-Century Japan, Japanese Journal of Religious Studies 25.3-4: 221–57
- 1995 Kyōto as cultural crucible: women, poetry and nature in the tenth century, in Kyōto: A Celebration of 1,200 years of History (SOAS, Japan Research Centre and Japan Soc. of London), pp. 7–17
- 1993 Buddhist translations in the Northern Sung, Asia Major, 3rd series, vol. 5.2 (1992): 79–93.
- 1992 The Ise monogatari: a short cultural history, Harvard Journal of Asiatic Studies 52.2: 401–80
- 1991 An amused guest in all: Basil Hall Chamberlain (1850–1935), in H. Cortazzi and G. Daniels, eds. Britain and Japan 1859–1991: Themes and Personalities (Routledge), pp. 128–36 (traduction en japonais 1998)
- 1988 Articles on Genroku culture et le nô, and short entries on Futabatei Shimei, 'Lafcadio Hearn', 'Ihara Saikaku', 'Mishima Yukio', 'Mori Ōgai', 'Murasaki Shikibu', 'Nagai Kafū', 'Natsume Sōseki', 'Shiga Naoya', 'Taiheiki', 'Takizawa Bakin' et 'Tanizaki Jun’ichirō', Ainslie T. Embree, ed., Encyclopedia of Asian History (NY: Charles Scribner’s Sons)
- 1985 Japanese from the outside, reading in, The Cambridge Review 106: 68–70
- 1984 The female hand in Heian Japan: a first reading, New York Literary Forum 12.13: 55–62 (reprinted in The Female Autograph, Chicago U. P., 1987)
- 1981 Japanese diaries and the nature of literature, Comparative Literature Studies 18.2: 167–74
- 1978 Ōgai ni okeru genjitsu to geijutsu, in K. Takeda, ed., Mori Ōgai: rekishi to bungaku (Meiji Shoin), pp. 73–88
- 1975 The background to “Maihime, Monumenta Nipponica 30.2: 167–76
- 1974 Louis L. Seaman to Mori Gun’ikan’, Hikaku bungaku kenkyū 26
- 1974 ‘Hon’yaku no gendai ni tsuite’, Ōgai zenshū geppō 27

Traductions
- 2004 Mori Ōgai, Nakajikiri, in T. Rimer, ed., Not a Song Like any Other (University of Hawai’i Press), pp. 42–45
- 1994 Mori Ōgai, Kinka’ and 'Mōsō', in T. Rimer, ed., Youth and Other Stories (University of Hawai’i Press), pp. 167–81, 259–73
- 1984 Watanabe Minoru, Style and point of view in the Kagerō nikki, Journal of Japanese Studies 10.2: 365–84
- 1977 Mori Ōgai, Okitsu Yagoemon no isho, in D. Dilworth and T. Rimer, eds, The Historical Works of Mori Ōgai, vol 1 (University of Hawai’i Press), pp. 17–22
- 1975 Mori Ōgai, Maihime, Monumenta Nipponica 30.2: 151–66 (reprinted in 1994)
- 1974 Mori Ōgai, Utakata no ki, in Monumenta Nipponica 29.3: 247–61

## Source de la traduction
- (en) Cet article est partiellement ou en totalité issu de l’article de Wikipédia en anglais intitulé « Richard Bowring » (voir la liste des auteurs).